# Суба Сира

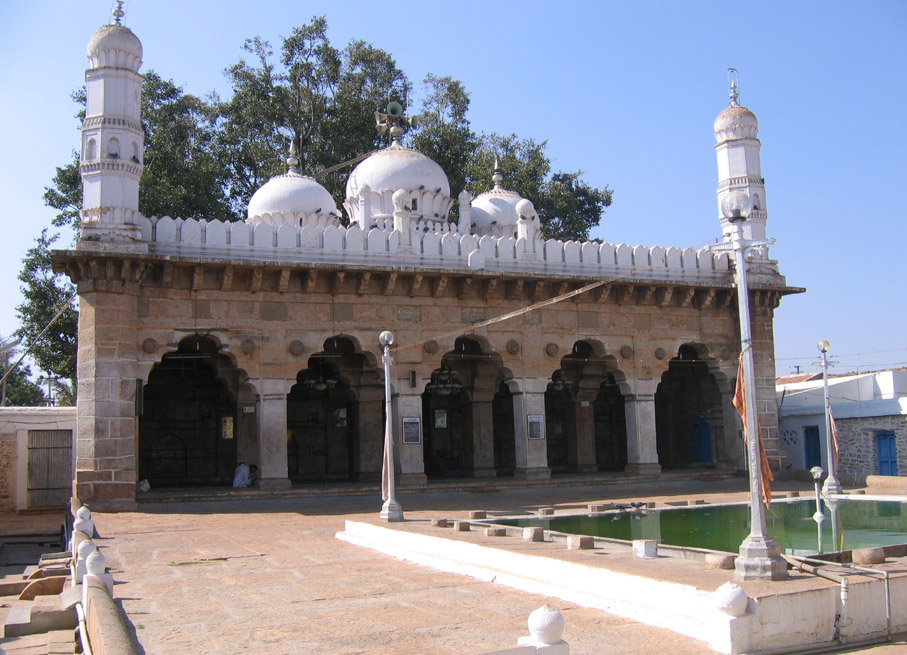
Мечеть Джума эпохи Великих Моголов в городе Сира, видимая в 2007 году

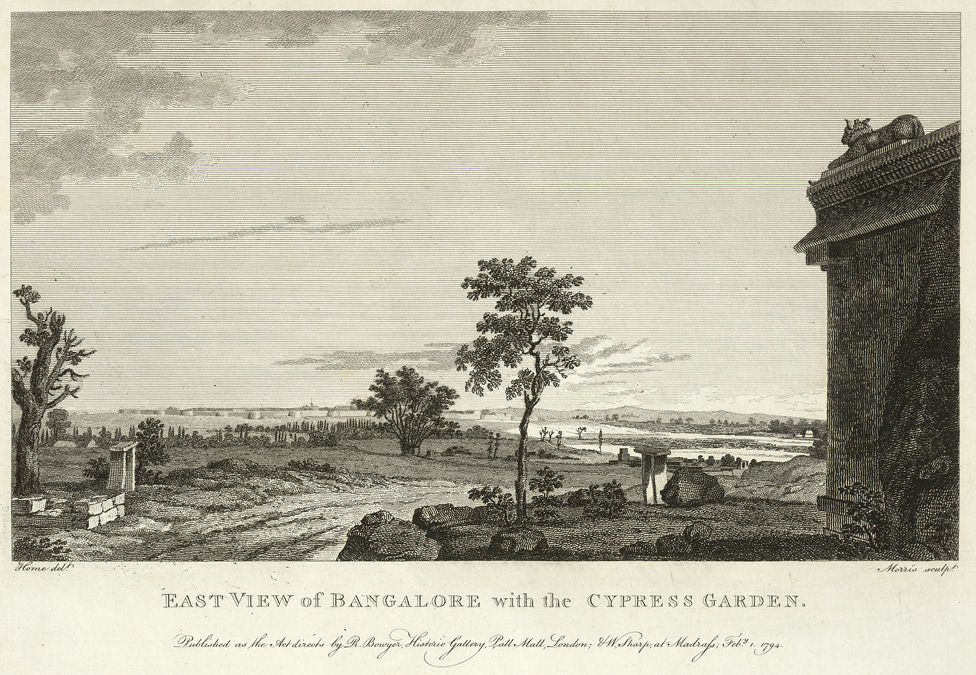
Сады Лал Баг в Бангалоре, которые были заказаны Хайдаром Али и спроектированы по образцу садов Хан Баг в Сире. Они изображены здесь на гравюре 1794 года.

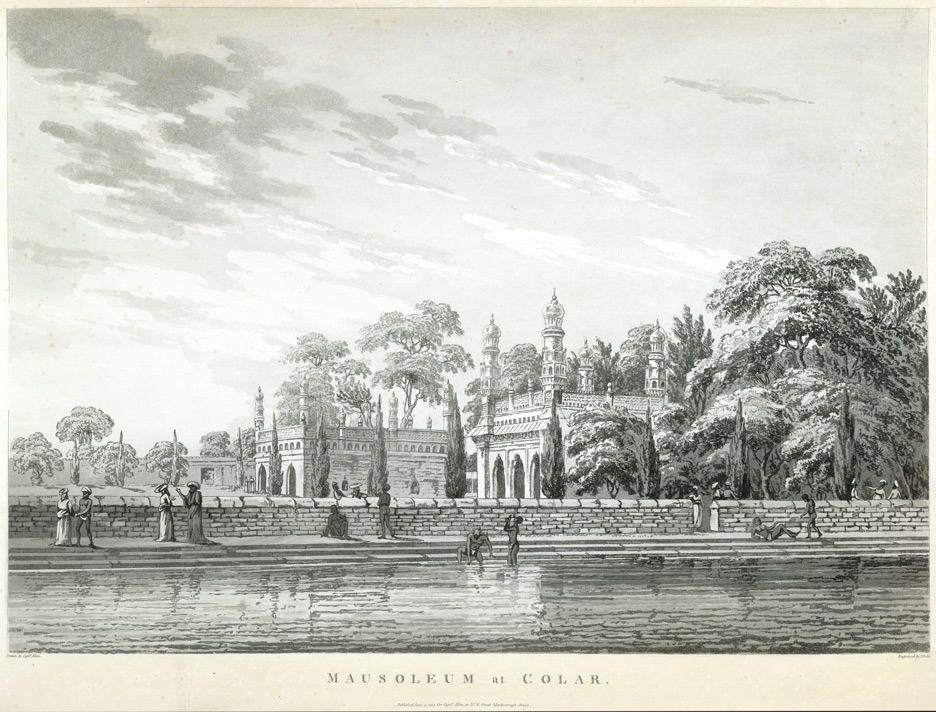
Акватинта 1794 года мавзолея в Колар, где отец Хайдер Али, Фатех Мухаммад, был военным губернатором (фаудждар) округа Колар.

Провинция Сира, также известная как Карнатик-Балагхат — одна из последних суб (имперской провинцией) империи Великих Моголов в южной Индии, которая была основана в 1687 году завоеванием императора Аурангзеба (как и Биджапур в 1686 году и Голконда в 1687 году) и просуществовала до 1757 года. Провинция, включавшая регион Карнатик к югу от реки Тунгабхадра, столицей провинции был город Сира. Она состояла из семи парган (районов): Басавапатна, Будихал, Сира, Пенуконда, Дод-Баллапур, Хоскоте и Колар. Кроме того, Харпанахалли, Кондарпи, Анегунди, Беднур, Читалдруг и Майсур считались моголами зависимыми княжествами провинции.

## Администрация
После того, как армии моголов захватили область Майсурского плато, 12 парганов были присоединены к новообразованной провинции (субе) Сира . Оставшемуся региону было разрешено оставаться под властью полигаров, которые должны были платить дань правительству провинции в Сире. В аннексированных регионах, в которых сбор налогов на выращивание находился под управлением амани или саркара (то есть провинциального правительства), несколько типов должностных лиц собирали и управляли доходами. Большинство офисов существовало в регионе при предыдущем Биджапурском султанате и состояло, среди прочего, из дешмуков, дешпандов, маймундаров и канунгоев . Дешмуки «сводили счеты» с деревенскими старостами (или пателями); дешпанды проверяли учетные книги деревенских регистраторов (или карнамов); Канунгои вносили официальные постановления в деревенские книги учета, а также разъяснили указы и постановления руководителям деревни и жителям. Наконец, Маджмундары подготовили заключительные документы «урегулирования» (то есть начисления и уплаты налогов) и обнародовали его.
До середины XVII века отчеты о деревнях и районах (талук) составлялись на языке и письменности каннада, традиционном языке региона. Однако после вторжения в Биджапур вожди маратхов пришли к власти в регионе и привели с собой различных чиновников, которые ввели язык и письменность маратхи в «публичные счета». Новый язык нашел свое применение даже в землях, управляемых некоторыми вождями полигаров. Эти вожди привели маратхо-говорящих всадников из северных областей Биджапура для своих недавно сформированных кавалерийских подразделений; следовательно, они прибегли к найму бухгалтеров-маратхов в интересах этих кавалеристов. После создания провинции Сира официальным языком империи Моголов стал персидский.

## Столица и ее памятники
Столица провинции, город Сира, также процветал больше всего при Дилавар-хане и расширился до 50 000 домов. Дворцы и общественные памятники Сиры стали образцами для других зданий . Дворец Хайдер Али в Бангалоре, и дворец Типу Султана в Серингапатаме были построены по образцу ханского дворца Хидавар-хана в Сире . Более того, согласно (Imperial Gazetteer of India: Provincial Series 1908), Бангалорский Лал Багх, а также форт Бангалор, возможно, были спроектированы в честь садов Сира Хан Багх и форта Сира соответственно. Однако государственных служащих Сиры было не так легко воспроизвести: после того, как Типу Султан сменил своего отца на посту султана Майсура в 1782 году, он депортировал 12 000 семей, в основном городских чиновников, из Сиры в Шахр Ганджам, новую столицу, которую он основал на острове Серингапатам.
В городе до сих пор сохранились здания эпохи Великих Моголов. Среди них Джума Масджид.

## Другие города
Разные города и регионы жили по-разному на протяжении богатой событиями семидесятилетней истории провинции. Например, в округе Бангалор город Бангалор был продан радже Майсура Водеяру за 300 000 рупий. Остальная часть округа была разделена следующим образом: северная часть была включена в состав Чик Баллапур, другие части были присоединены к Сира талук (округ), а остальная часть была разделена следующим образом.остаток, который включал город Дод Баллапур, был преобразован в джагир. Сначала он был подарен генералу по имени А. Х. Хули Хан, который, однако, вскоре после этого умер . Джагир, который должен был приносить ежегодный доход в размере 54 000 пагод, затем перешел к его сыну, Дарга Хули Хану, субадару Сиры в 1714—1715 годах, который также сохранил его всего на год. Затем он был «присоединен к правительству Сира» в течение 49 лет, пока не был захвачен Низам-уль-Мульком из Хайдарабада, и в конечном итоге захвачен Хайдаром Али.

## Субадары (губернаторы)
Касим хан (также Хасим Хан или Касим Хан) был назначен первым субадаром (губернатором) провинции в 1686 году . После успешного «регулирования и улучшения» провинции в течение восьми лет он умер в 1694 году при загадочных обстоятельствах, либо во время нападения маратхских рейдеров, или от его собственной руки с позором после того, как налетчики захватили сокровище, находящееся на его попечении. Большинство субадаров, пришедших после него, продержались всего год или два, и частые смены у руля продолжались до назначения Дилавар-хана в 1726 году, срок полномочий которого, который длился до 1756 года, наконец, принес некоторую стабильность в провинцию. В 1757 году Сира была захвачена маратхами, но только для того, чтобы снова вернуться к Моголам в 1759 году. Два года спустя Хайдар-Али, чей собственный отец был военным губернатором Моголов (или Фауджаром) округа Колар в провинции, захватил Сиру и вскоре присвоил себе титул «Наваб Сиры» . Однако дезертирство его брата, военного губернатора, в 1766 году привело к тому, что провинция снова была потеряна и занята маратхами, которые удерживали ее до тех пор, пока сын Хайдера Али, Типу Султан, не вернул ее своему отцу в 1774 году